# Exterminez toutes ces brutes
Exterminez toutes ces brutes (Exterminate All the Brutes) est une mini-série documentaire américaine sur la colonisation et les génocides, réalisée et racontée par Raoul Peck. La série se compose de quatre épisodes, et est diffusée aux États-Unis la première fois le 7 avril 2021 sur HBO. Elle est diffusée au Royaume-Uni la première fois le 1er mai 2021 sur Sky Documentaries et en France le 1er février 2022 sur Arte,.

## Origine
La série tire son nom du livre du même nom de Sven Lindqvist, sur lequel elle est partiellement basée,, une phrase que Lindqvist emprunte à la nouvelle de Joseph Conrad, Au cœur des ténèbres, dans laquelle se trouve la formule « Exterminez toutes ces brutes ».

## Synopsis
La série suit la colonisation et les multiples génocides, ainsi que leurs conséquences, reliées à l'impérialisme et au suprémacisme blanc, :
« Civilisation, colonisation, extermination. »
Dans le premier épisode de la série, La troublante conviction de l'ignorance, le cinéaste Raoul Peck se propose d'éclairer les courants entrelacés de haine et de sectarisme qui traversent l'histoire. En se concentrant sur l'héritage des États-Unis en tant que puissance coloniale, Peck explore comment la notion de race s'est d'abord institutionnalisée par le pillage du continent africain dans un « gentlemen's agreement », pour aboutir au programme nazi d'« élimination » et ses antécédents en Occident.
Dans le deuxième épisode, P*** de Christophe Colomb, Peck revisite les histoires de Christophe Colomb, du siège de fort Alamo et de la Piste des larmes du point de vue indigène, montrant comment l'histoire « officielle » est façonnée par ceux qui sont au pouvoir, et solidifiée par le mythe et la culture populaire. ll examine la « doctrine de la découverte » utilisée pour justifier l'asservissement de millions d'Africains, et questionne sa propre histoire au sein de ces récits.
Dans le troisième volet de la série, Tuer à distance, Peck revient sur les migrations humaines, le commerce et l'armement, et montre comment les Européens ont utilisé l'industrie de l'acier pour mener la guerre toujours plus loin. Ensuite, il explore le cycle sans fin de la militarisation à travers les siècles - des efforts de George Washington pour relancer la fabrication d'armes américaines, à la doctrine Monroe, et enfin, aux horreurs des bombardements de civils à Hiroshima et Nagasaki.
Dans le final de la série, Les belles couleurs du fascisme, Peck explore l'impossibilité pour les États-Unis de concilier leur véritable histoire avec ses idéaux de liberté et de démocratie, mettant en lumière la lutte actuelle pour la représentation indigène et l'héritage de l'esclavage face au racisme institutionnalisé. Peck relie la résurgence moderne des nationalismes, à l'esclavage, aux génocides en Amérique, au colonialisme et à la Shoah.

## Figuration
- Raoul Peck lui-même, le narrateur
- Josh Hartnett
- Richard Brake
- Alex Descas
- Bakary Sangaré, sociétaire de la Comédie Française
- Tibo Vandenborre
- David Baiot
- Eriq Ebouaney
- Aïssa Maïga
- Zinedine Soualem
- Mahamat Saleh Haroun
- Sven Lindqvist (images d'archives)
- Stefan Konarske
- Paul Spera

### Avec les voix de
- Hiam Abbass : Cheftaine
- Mario Bastellica : Journaliste 1
- Eriq Ebouaney : Black Captain
- Alex Descas : Trouillot
- Thierry Garret : Lee
- Tercelin Kirtley : Journaliste 2
- Stefan Konarske : Male nurse
- Denis Lavant : Général Sherman
- Emmanuel Noblet : Farrar
- Gilles Salle : Journaliste 3
- Bakary Sangaré : Kwame-Micco
- Zinedine Soualem : Le photographe
- Paul Spera : Journaliste 4
- Tibo Vandenborre : Pasteur suédois
- Thibault Vinçon : Jesup

## Épisodes
1. La Troublante Conviction de l'ignorance, 1re partie
2. P..... de Christophe Colomb, 2e partie
3. Tuer à distance, 3e partie
4. Les Belles Couleurs du fascisme, 4e partie

## Production
Raoul Peck commence à travailler sur le projet après avoir obtenu l'accord d'un cadre de HBO de produire un de ses documentaires sur n'importe quel sujet. La série est basée sur les livres Exterminez Toutes ces Brutes ! de Sven Lindqvist, An Indigenous Peoples' History of the United States de Roxanne Dunbar-Ortiz et Silencing the Past de Michel-Rolph Trouillot.
En février 2020, il est annoncé que Raoul Peck réalisera une série documentaire de 4 épisodes sur la colonisation et le génocide pour HBO, avec HBO Documentary Films sur le pour la production, et Josh Hartnett pressenti pour le rôle principal dans les scènes scénarisées.

### Tournage
Le 30 juillet 2020, Hartnett révèle que des scènes ont été tournées à Paris, en France, avant le premier confinement de la COVID-19.

## Accueil
« Le film-essai en quatre parties de Raoul Peck relie toutes les tentatives des Européens visant à soumettre le reste du monde, des croisades aux guerres du XXIe siècle. » 
« Après quatre heures exceptionnelles d'intelligence et de sensibilité, de maîtrise cinématographique aussi, Raoul Peck répète que le problème n’est pas le manque de connaissance, mais le courage d'admettre ce que tout le monde sait. Il rappelle en trois mots les fondements de la suprématie blanche : civilisation, colonisation, extermination. Alors qui sommes-nous ? » 